# 謝忻
謝忻（1981年11月27日—），本名謝若葦，台灣綜藝節目主持人，原為百是傳播旗下藝人。2018年以主持《綜藝大集合》而獲得第53屆金鐘獎綜藝節目主持人獎。

## 經歷
2003年，謝忻自英國學成返國，開始在二信中學等學校擔任音樂老師的教職，並於這個時期參加了《我猜我猜我猜猜猜》的音樂系美女單元獲得冠軍。而後因為代替朋友去參加由胡瓜與李蒨蓉所主持的配對節目《非常蜜碼》的錄影，被恩師黃義雄相中而正式簽約踏入演藝圈。 
謝忻初進演藝圈的時期在《大家來說笑》固定演出短劇，並在《天才衝衝衝》的《韻腳TEMPO》單元擔任國語小老師，因為字正腔圓且口條清晰而開始引起注意；早期也因為長相頗似S.H.E的任家萱而曾有小Selina的稱號。 
2007年，謝忻加入了胡瓜所主持的長青綜藝節目《綜藝大集合》而持續了演藝生涯迄今。
2019年因與阿翔爆出不倫戀而被無限期停工。同年10月，與徐乃麟搭檔主持以東南亞為主要受眾的新節目《聚音》，但因金主認為收視表現不如預期，無預警撤資，節目僅播三集即停播。
2020年3月30日，與經紀公司終止合約，成為獨立藝人。
2022年2月底，與謝忻合作的攝影師工作室雲端硬碟遭到外部入侵，導致包含謝忻在內的多位女子所拍攝的未修毛片照片遭到盜取，並在網路上散布，由於其中包含只是作為嘗試、原本沒有打算公開的大尺度寫真照，對謝忻造成極大的困擾。同年3月1日，謝忻與受害黃姓攝影師一同向警方報案。

## 主持作品

### 電視節目
| 日期   | 頻道       | 節目名稱             | 備註                                             |
| ------ | ---------- | -------------------- | ------------------------------------------------ |
| 2006年 | 雲南電視台 | 女人香               | 外景主持                                         |
| 2006年 | 中視       | 大家來說笑           | 與康康、王彩樺、浩角翔起等人共同主演短劇         |
| 2006年 | 民視       | 首爾再發現           | 與小嫻主持                                       |
| 2007年 | 民視       | 綜藝大集合           | 與胡瓜、董至成、浩角翔起等人主持 (2007-2019)     |
| 2007年 | 中天綜合台 | 台灣腳逛大陸         |                                                  |
| 2007年 | 華視       | 天才衝衝衝           | 《韻腳TEMPO》單元國語小老師                      |
| 2011年 | 衛視中文台 | 旅行應援團           | 與庹宗康、邵庭(2011-2017)、袁艾菲(2018-2019)主持 |
| 2011年 | 民視       | GO GO JAPAN 來去日本 | 與徐小可主持                                     |
| 2013年 | 民視       | 流行新勢力 第一季    | 與佐藤麻衣主持                                   |
| 2014年 | 民視       | 流行新勢力 第二季    | 與Gino主持                                       |
| 2018年 | 華視       | 天才衝衝衝           | 代班主持                                         |
| 2019年 | 中天亞洲台 | 聚音                 | 與徐乃麟主持                                     |

### 晚會
| 年份   | 名稱                     | 備註                                    |
| ------ | ------------------------ | --------------------------------------- |
| 2012年 | 龍來台南跨年晚會         | 搭檔胡瓜、鍾欣怡、小鐘                  |
| 2013年 | 愛來台南跨年晚會         | 搭檔澎恰恰、梁赫群、小嫻                |
| 2014年 | 台南FUN幸福跨年晚會      | 搭檔郭子乾、徐展元、吴怡霈              |
| 2015年 | 桃園升格幸福無限跨年晚會 | 搭檔徐乃麟、黃子佼、莊雨潔              |
| 2016年 | 台南心時代跨年晚會       | 搭檔胡瓜、Janet、浩角翔起、白家綺、Gino |
| 2018年 | 台南心時代跨年晚會       | 搭檔黃鐙輝、納豆、吴怡霈                |
| 2019年 | 依舊幸福花現台中跨年晚會 | 搭檔阿Ken                               |

## 電視劇
| 年份   | 頻道       | 劇名           | 飾演   |
| ------ | ---------- | -------------- | ------ |
| 2010年 | 大愛電視台 | 《幸福的青鳥》 | 小芳   |
| 2011年 | 台視       | 《前男友》     | 汪汪   |
| 2022年 | 民視       | 《市井豪門》   | 郭怡霈 |

## 舞台劇
| 年份   | 劇團       | 劇名               |
| ------ | ---------- | ------------------ |
| 2007年 | 屏風表演班 | 《半里長城》輝煌版 |
| 2007年 | 屏風表演班 | 《救國株式會社》   |
| 2010年 | 屏風表演班 | 《救國株式會社》   |
| 2013年 | 屏風表演班 | 《西出陽關》       |

## 出版作品

### 書籍
| 年份   | 書名             | 出版社 | ISBN               |
| ------ | ---------------- | ------ | ------------------ |
| 2017年 | 我去安地斯山一下 | 四塊玉 | ISBN 9789869501736 |

## 爭議事件
2019年6月8日，被鏡週刊報導與同為《綜藝大集合》主持人的已婚藝人阿翔在台北街頭相吻，並被拍下照片，謝忻在事發後未再公開露面，工作也全數被取消。6月13日，謝忻在IG公布了手寫的道歉信，對阿翔的妻子龔淑卿Grace公開致歉。8月19日，經紀公司表示確定謝忻將退出《綜藝大集合》，而阿翔則續留該節目主持。8月21日，經紀公司安排謝忻單獨以記者會方式向大眾道歉。

## 獎項紀錄

### 電視金鐘獎
| 年份   | 獲提名     | 獎項                         | 結果 |
| ------ | ---------- | ---------------------------- | ---- |
| 2017年 | 綜藝大集合 | 第52屆金鐘獎綜藝節目主持人獎 | 入圍 |
| 2018年 | 綜藝大集合 | 第53屆金鐘獎綜藝節目主持人獎 | 獲獎 |

## 外部連結
- 謝忻的Facebook專頁
- 謝忻的Instagram帳戶
- 謝忻的新浪微博
- YouTube上的謝忻頻道
- TVBS 頂尖事務所 - 謝忻 （页面存档备份，存于）